# Verwaltungsgericht Dessau

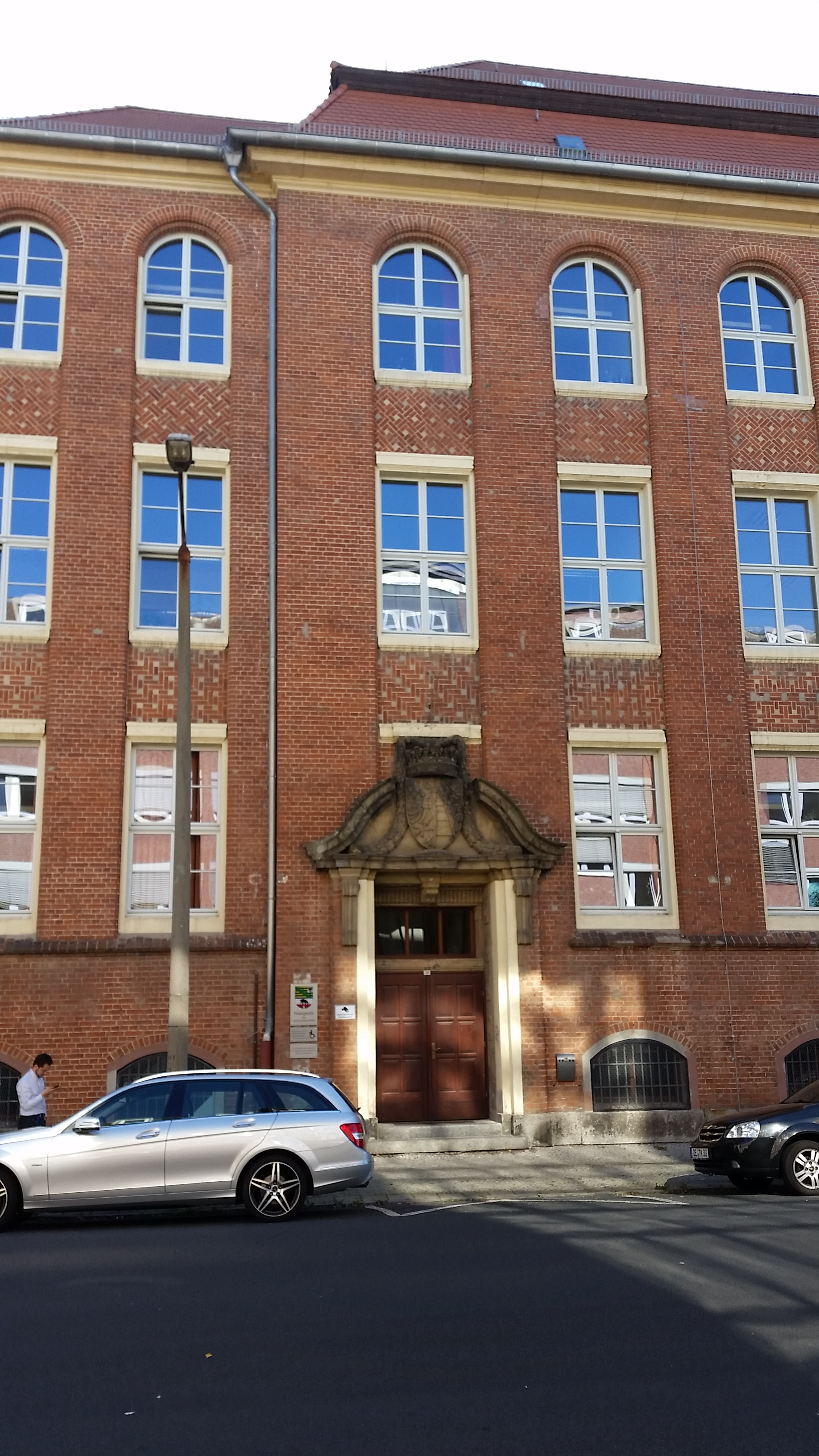
Gebäude des ehemaligen Verwaltungsgerichts Dessau

Das Verwaltungsgericht Dessau war ein Verwaltungsgericht in Sachsen-Anhalt mit Sitz in Dessau-Roßlau.

## Geschichte
Das Verwaltungsgericht Dessau war eines von drei Verwaltungsgerichten in Sachsen-Anhalt. Zum 1. Januar 2009 fusionierte es mit dem Verwaltungsgericht Halle.

## Instanzenzug
Dem Verwaltungsgericht war das Oberverwaltungsgericht des Landes Sachsen-Anhalt mit Sitz in Magdeburg übergeordnet. Dieses ist dem Bundesverwaltungsgericht in Leipzig untergeordnet.